# Jernvallen
Le Jernvallen est un stade à multi-usages basé à Sandviken en Suède. Il est principalement utilisé pour accueillir des rencontres de football.

## Histoire
Inauguré en 1938, il est retenu dans la liste des 12 stades choisis pour accueillir la phase finale de la Coupe du monde de football 1958 organisée en Suède. 2 rencontres de l'équipe de Hongrie sont disputées dans le stade.
Sa capacité d'accueil est considérablement réduite aujourd'hui puisque seulement 7 000 spectateurs peuvent y prendre place. Le record d'affluence est de 20 000 personnes, établit en 1958. Deux clubs de la ville se partagent le stade pour y jouer leurs rencontres à domicile lors du championnat de Suède de football : le Sandvikens IF et le Sandvikens AIK FK.

## La Coupe du monde 1958
Deux rencontres du premier tour sont jouées dans le Jernvallen. Dans le groupe C, la Hongrie y rencontre le pays de Galles puis le Mexique.
| 8 juin 1958                       | Hongrie   | 1 - 1 | Pays de Galles | Jernvallen, Sandviken                       |                                             |
| 19:00 · Historique des rencontres | Bozsik 5e |       | J. Charles 27e | Spectateurs : 15 000 Arbitrage : M. Codesal | Spectateurs : 15 000 Arbitrage : M. Codesal |
| 19:00 · Historique des rencontres | Rapport   |       |                | Spectateurs : 15 000 Arbitrage : M. Codesal | Spectateurs : 15 000 Arbitrage : M. Codesal |

| 15 juin 1958 | Hongrie                                    | 4 - 0 | Mexique | Jernvallen, Sandviken                        |                                              |
| 19:00        | Tichy 19e, 46e · Sándor 54e · Bencsics 69e |       |         | Spectateurs : 13 000 Arbitrage : M. Eriksson | Spectateurs : 13 000 Arbitrage : M. Eriksson |
| 19:00        | Rapport                                    |       |         | Spectateurs : 13 000 Arbitrage : M. Eriksson | Spectateurs : 13 000 Arbitrage : M. Eriksson |